# Sadiya
Sadiya o de vegades Sadia és una població al districte de Tinsukia a Assam que dona nom a tota la comarca a l'extrem nord-est de l'estat. El seu nom derivaria de l'àrab saadiya (qualsevol persona o entitat molt pietosa). Està situada a 27° 50′ N, 95° 40′ E / 27.83°N,95.67°E. La població incloent alguns pobles propers agregats és inferior als 15.000 habitants.

## Història
Suposadament fou una de les primeres posicions ocupades pels ahoms quan van envair Assam i la regió va tenir un virrei dels rages ahoms que portava el títol de sadiya khoa. Sota ocupació birmana a la primera part del segle xix, el títol fou donat a un cap dels khamtis que fou confirmat en el càrrec després de l'annexió britànica el 1826. Una guarnició es va establir a la població. El 1835 els abusos del sadiya khoa van comportar la seva deposició i el comandant militar va agafar l'administració civil. El 1839 els khamtis es van revoltar i van aïllar la guarnició matant al major White, comandant militar i agent polític i al destacament de sipais. En aquest temps tenia uns 4000 habitants però després va perdre importància. Durant el domini britànic formà part del districte de Lakhimpur, sub-divisió de Dibrugarh, i fou la base d'una cadena de posicions amb policia militar pel control dels mishmis, abors i khamtis que la tenien com a mercat. El 1882 Francis Jack Needham fou nomenat ajudant de l'agent polític després d'haver estat ajudant del superintendent de la policia des de 1876; va exercir fins al 1905 i va dedicar la vida a l'exploració del Brahmaputra i a escriure tractats sobre la gramàtica mishing (miri), singhpo i khamtis.